# Ahmed Ezzobayry

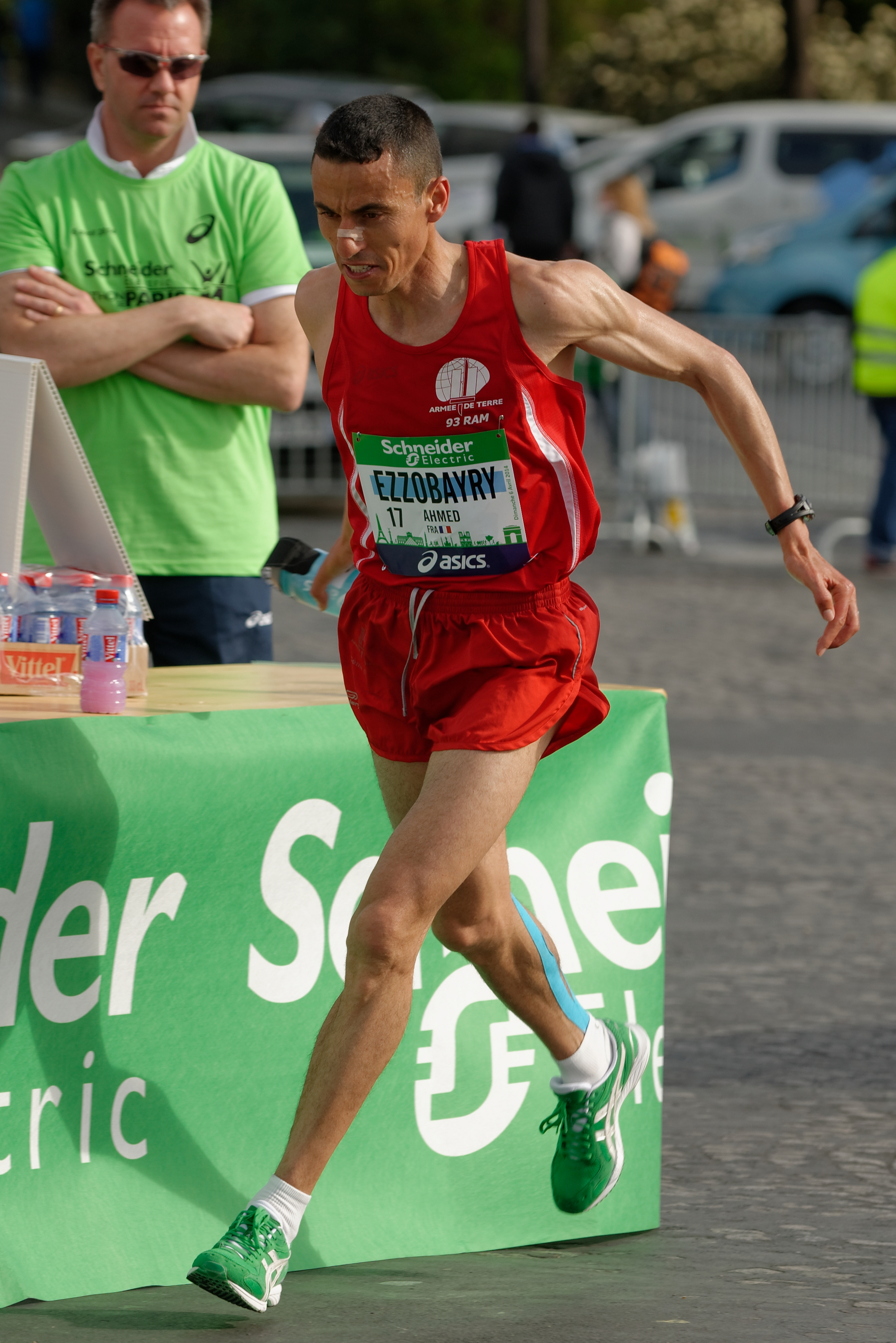
Ezzobayry im Marathon von Paris 2014

Ahmed Ezzobayry (* 6. Juni 1978 in Ait Sidi Daoud, Provinz Al Haouz) ist ein französischer Marathonläufer marokkanischer Herkunft.
Im Juniorenrennen der Crosslauf-Weltmeisterschaften 1997 kam er auf den 39. Platz. 1999 zog er nach Frankreich und trat in die Fremdenlegion ein, der er bis 2004 angehörte.
2005 qualifizierte er sich bei seinem Debüt über die 42,195-km-Distanz als Elfter beim Paris-Marathon für die Leichtathletik-Weltmeisterschaften in Helsinki, bei der er aber nicht das Ziel erreichte. Im Jahr darauf wurde er Fünfter beim Berlin-Marathon.
2007 wurde er Elfter beim Paris-Halbmarathon, Achter beim Paris-Marathon und französischer Meister im 10-km-Straßenlauf. Einem elften Platz beim Ottawa-Marathon 2008 folgte 2009 ein zweiter beim Mont-Saint-Michel-Marathon.
Ahmed Ezzobayry ist 1,75 m groß und wiegt 61 kg. Er wird von Claude Minni trainiert. 2006 wechselte er von Olympique de Marseille Athlétisme zu Alès Cévennes Athlétisme.

## Persönliche Bestzeiten
- 10.000 m: 28:44,85 min, 5. Juni 2002, Marseille
- 10-km-Straßenlauf: 28:55 min, 23. September 2007, Leucate
- Halbmarathon: 1:03:48 h, 11. März 2007, Paris
- Marathon: 2:11:18 h, 15. April 2007, Paris